# Йованович, Арсо
Арсо Йованович (серб. Арсо Јовановић / Arso Jovanović; 24 марта 1907, Завала — 12 августа 1948, около Вршаца, югославско-румынская граница) — югославский черногорский военный деятель, генерал-полковник, участник Второй мировой войны. С 12 декабря 1941 года был начальником Верховного штаба Народно-освободительной армии Югославии, с 1 марта 1945 года до августа 1948 года — начальником Генерального штаба Югославской армии (ЮА).

## Биография

### Довоенные годы
Родился 24 марта 1907 года в деревне Завала близ Подгорицы. Родом из военной семьи, его отец до 1910 года служил в армии Королевства Сербии, в Белградском артиллерийском полку. Окончил среднюю школу в Никшиче, затем поступил в Военную академию Белграда в 1924 году. Учился на одном курсе с Велимиром Терзичем и Петаром Четковичем. Благодаря своему таланту быстро выбился в лидеры среди студентов, после чего получил предложение продолжить обучение во Франции, куда отправляли кадетов. 
Военную академию окончил с высшим баллом в 1928 году, после чего поступил в Высшую школу военной академии и окончил её в 1934 году. К тому моменту он дослужился до звания поручика, но продолжил своё обучение и окончил дополнительные курсы в 1940 году. Звание капитана Йованович получил 18 января 1938 года и был приглашён в генштаб Королевской армии на приём, звание капитана первого класса — 20 декабря 1938 года. По оценке военных специалистов и военного министра Милана Недича, Арсо считался одним из лучших военных того времени. Сначала его назначили командиром роты в Школе офицеров запаса, а затем командиром учебного батальона в Школе офицеров сухопутных войск.
Незадолго до начала войны с Германией Арсо женился на студентке юридического факультета Белградского университета Ксении. Из-за войны в следующий раз они увиделись только в Дрваре в 1944 году.

### Апрельская война
Когда началась война с Германией, Арсо в то время командовал Джацким батальоном (2-я армейская группа генерала Драгослава Мильковича). Йовановичу было поручено направляться на дорогу Сараево-Травник, где ему предстояло защищать ключевые точки фронта вместе с Драже Михайловичем, Миодрагом Палошевичем и Радославом Джуричем. 15 апреля силы югославских войск иссякли, и немцы ворвались в город. Йованович решил отступить и тем самым нарушил приказ о поддержке войск Михайловича близ Дерветы. Арсо не хотел попасть в плен к немцам, вследствие чего бежал в своё село.

### Народно-освободительная война.Восстание против итальянцев
Арсо Йованович ушёл в партизаны, но вместе с тем продолжал носить форму армии Королевства Югославия. Среди его соратников из Королевской армии были полковник Саво Орович, подполковник Велько Булатович, капитан первого класса Петар Четкович. Партизанскими отрядами командовали Пеко Дапчевич, Владо Четкович, Йово Капичич и другие бывшие королевские офицеры.
Летом 1941 года черногорцы стали готовить антифашистское восстание. Хотя чёткий план действия партизан так и не был выработан, все они изъявили желание как-нибудь помочь войскам НОАЮ. Йованович был назначен командиром войск в Црмнице. 12 июля 1941 года черногорские коллаборационисты провозгласили независимость от оккупированной Югославии, но уже утром следующего дня в городах Черногории началась стрельба. Вся страна в буквальном смысле поднялась на восстание: партизаны начали сражаться с итальянскими гарнизонами, а большинство простых граждан вступили в бои с карабинерами в городах. Сам Йованович во главе своих войск сумел разгромить итальянский батальон, захватить две тысячи пленных солдат и огромное количество припасов и трофеев. Партизаны и бывшие королевские военные поделили трофеи поровну, и таким образом капитан Арсо проявил не только талант командира и храбрость бойца, но и мудрость руководителя.
Он завоевал авторитет среди партизан и бывших королевских офицеров: вплоть до конца войны и вывода партизанских войск из Черногории он носил капитанский мундир. Благодаря своему опыту его назначили начальником штаба НОАЮ в Черногории, где он находился до декабря. Между тем, сил черногорцев не хватало для того, чтобы справиться с итальянскими войсками, и те перебросили целый армейский корпус и ещё три дивизии дополнительно. Капитан Арсо оказался в трудном положении: ему пришлось вести борьбу с противником в неравных условиях. Он попытался прорваться к Цетинье, где партизаны захватили в плен итальянского губернатора, но итальянцы спасли своего ставленника и вытеснили партизан. Попытка взять Колашин и Шавник не увенчалась успехом.

### Народно-освободительная война.Осада Плевли
Неудачи вызвали рост недовольства среди местного населения, поскольку от партизан ожидали большего. Осознав сложившуюся ситуацию, Йованович приказал всем войскам отступить и не вступать в бои до прибытия войск из Санджака. Для следующей операции черногорцы собрали 3500 человек. 20 ноября черногорцы выдвинулись из своей страны и начали широкомасштабное наступление к городам Колашин, Мойковац, Миоче, Доня-Морача, Горня-Морача, Боан, Джурджевича-Тара, Никшич, Шавник и Жабляк.
Арсо получил приказ взять Плевлю любой ценой, хотя в штабе НОАЮ нашлись люди, возражавшие против этой атаки. 1 декабря 1941 года войска атаковали город. Йованович приказывал штурмовать город, несмотря на постоянные удары со стороны итальянцев. Когда город оказался почти полностью в руках партизан, итальянцы нанесли неожиданный удар и выбили черногорцев из города. Потери партизан составили 253 человека убитыми, а у итальянцев были убито всего 74 человека. После неудачной битвы Йовановича вызвали в Верховный штаб НОАЮ.

### Народно-освободительная война. Работа в Верховном штабе
Многие считали, что Арсо разжалуют после такого поражения при Плевле, однако ему очень повезло: его не только не разжаловали, но и назначили начальником Верховного штаба партизанских войск (ранее эту должность занимал Бранко Полянц). Это произошло 12 декабря 1941 года. Арсо работал начальником Верховного штаба вплоть до конца войны: он сумел написать отчёт о боевых действиях партизан в Черногории и битве при Плевле с учётом всех мельчайших деталей, а также объяснил причины неудач партизанских войск. По его словам, многие из солдат были новобранцами и толком не понимали, где, когда и с кем они будут сражаться. В 1944 году он провёл первые уроки в первой партизанской офицерской школе в Дрваре в 1944 году.
В том же году Арсо не только встретился со своей женой Ксенией, но и участвовал в отражении десанта войск СС на Дрвар. Когда парашютисты полка Бранденбург 800 уже подошли к пещере, где укрывался лидер партизанского движения, Арсо в буквальном смысле вытащил Иосипа Броза оттуда и спешно отвёл к партизанам, предотвратив его захват в плен или возможную гибель.

### После войны. Трагическая гибель
1 марта 1945 года Йованович был назначен начальником Генштаба ЮА, дослужился до звания генерал-полковника. В июне 1948 года, когда Информбюро начало проводить активную кампанию по дискредитации Иосипа Броза Тито, Арсо решил бежать из страны, поскольку у него возникли противоречия с Тито: хотя сам Арсо благодаря своим трудам фактически составил идеальный план партизанской войны на территории Югославии, Иосип стремился это скрыть и присвоить большую часть заслуг именно себе. В конце концов, терпение Арсо лопнуло, и он решил вместе с полковником Владо Дапчевичем и генералом Бранко Петричевичем бежать в Румынию. Прикрываясь тем, что он с друзьями собирается на охоту, 11 августа 1948 года вечером Йованович бежал на югославско-румынскую границу. Его заметили пограничники и бросились за ним в погоню, и в конце концов Арсо был застрелен при попытке бежать. В бою был убит и командир погранзаставы Арбаяц. Петричевич попытался скрыть этот факт, однако его арестовали по обвинению в попытке бегства.
Смерть Йовановича обросла многочисленными легендами: по одной из них, Йовановича застрелили секретные агенты Тито, поскольку Арсо представлял серьёзную угрозу для руководителя социалистической Югославии; по другой версии, Йовановича убили ещё раньше, а тело просто подбросили на границу, дабы ещё больше представить Йовановича как государственного изменника.
Исследования учёных Влатки Вукелич и Владимира Шумановича показали, что в первые годы после войны Йованович был одним из наиболее влиятельных и значимых руководителей новой Югославии, но его поддержка резолюции Информюбюро и позиции Советского Союза, характерная для значительной части черногорцев, привела к тому, что он был объявлен «врагом государства» и буквально «вырезан» из официальной истории Второй мировой войны в Югославии. 

## Награды
Награждён югославскими орденами Партизанской Звезды III степени и «За храбрость», а также памятной партизанской медалью 1941 года. Награждён также советскими Орденами Суворова и Кутузова I степени.

## Семья
О детях Арсо от Ксении ничего не известно. Из других родственников у него была сестра, которую звали Милюша и которая также участвовала в войне.